# James Brackenridge Clemens
James Brackenridge Clemens, född den 31 januari 1825 i  Wheeling, West Virginia , USA, död 11 januari 1867 i  Easton Pennsylvania, var en amerikansk entomolog, som specialiserade sig på fjärilar. Clemens beskriv många nya arter. Hans samling av mikrofjärilar finns bevarad på Academy of Natural Sciences of Philadelphia.